# Торговые ряды (Батурин)
Торговые ряды — памятник архитектуры местного значения в Батурине.

## История
Приказом Министерства культуры и туризма от 21.10.2011 № 912/0/16-11 присвоен статус памятник архитектуры местного значения с охранным № 5539-Чр под названием Торговые ряды. Установлена информационная доска.
Один из 35 объектов комплекса Национального историко-культурного заповедника «Гетманская столица».